# Renault Express II
Pour les articles homonymes, voir Renault Express.

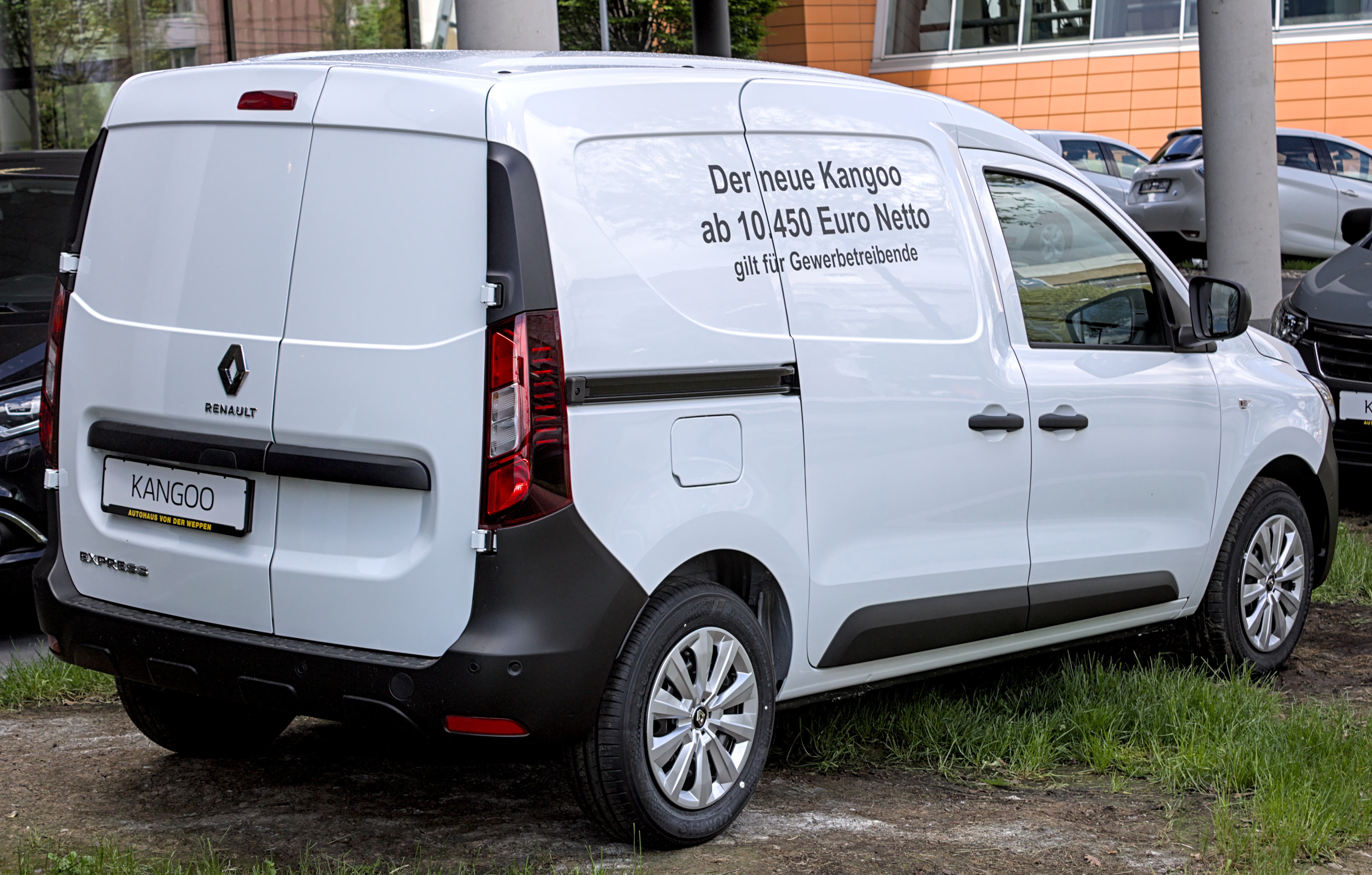
Vue arrière.

Le Renault Express II est un véhicule utilitaire léger commercialisé par le constructeur automobile français Renault à partir d'avril 2021 et jusqu'en juillet 2024 en Europe, dérivant du Dacia Dokker, qu'il remplace. Il prend la dénomination d'Express Van dans sa version utilitaire.

## Présentation
Dévoilé en novembre 2020, la seconde génération du Renault Express remplace le Dacia Dokker dans la gamme du groupe Renault. Il s’agit simplement d'un remodelage du Dokker. Le nom de code en interne du modèle est XJH.
Il est proposé uniquement en version Express Van en Europe soit la version utilitaire, et en Express, ludospace cinq places, en dehors de l'Europe de l'Ouest.
Ce nouvel utilitaire est situé en dessous du Kangoo qui est dévoilé en même temps.
Sa carrière dans l'Union européenne prend fin en 2024, Renault ne souhaitant pas effectuer l'investissement permettant de le mettre en conformité avec les normes de sécurité européennes GSR2 mises en vigueur en juillet de cette année là,.

## Motorisation
|                            | 1.5 BlueDci            | 1.5 BlueDci            | 1.3 Tce                |
| -------------------------- | ---------------------- | ---------------------- | ---------------------- |
| Moteur                     | 4 cylindres en ligne   | 4 cylindres en ligne   | 4 cylindres en ligne   |
| Cylindrée                  | 1 461                  | 1 461                  | 1 330                  |
| Puissance maxi             | 75 ch à 3 750 tr/min   | 95 ch à 3 750 tr/min   | 100 ch à 4 500 tr/min  |
| Couple maxi                | 220 N m à 1 750 tr/min | 240 N m à 1 750 tr/min | 200 N m à 1 500 tr/min |
| Boîte de vitesses          | BVM6                   | BVM6                   | BVM6                   |
| Vitesse maxi               | 148 100                | 161                    | 166                    |
| 0-100 km/h                 | 16,3 s 16.3 s          | 13 s                   | 11,9 s                 |
| Consommation (en L/100 km) | 5,1/5.4 4,6/5          | 5,1/5,3                | 6.8/7.1                |
| Émissions de CO2 (en g/km) | 133/141 120/132        | 134/140                | 153/160                |

 Ecoleader

## Finitions
- Essentiel
- Confort

## Ventes et production
| Année | Production totale |
| ----- | ----------------- |
| 2020  | 228               |
| 2021  | 38 777            |
| 2022  | 72 448            |